# Тейсерен де Бор, Леон
Лео́н Фили́пп Тейсере́н де Бор (фр. Léon Teisserenc de Bort; 5 ноября 1855 года, Париж — 2 января 1913 года, Канны) — французский метеоролог, известный своими исследованиями по аэрологии, динамической метеорологии; один из первооткрывателей стратосферы. Его именем названы кратеры на Луне и Марсе.
С 1896 года устроил в своём имении Трапп (Trappes) близ Версаля большую метеорологическую обсерваторию с множеством самопишущих инструментов. Оттуда с 1898 г. было запущено более 200 шаров-зондов — шаров, снабжённых самопишущими инструментами, и без наблюдателей; способных достичь очень больших высот. Тейсен-де-Бор много способствовал усовершенствованию и удешевлению шаров, особенно удачны были его лакированные бумажные шары (ценой в 45 франков), отличавшиеся малым размером и требовавшие мало газа. Также запускались змеи с самопишущими инструментами, поднимавшиеся на наибольшую высоту в 5200 метров.
К заслугам Леона Тейсерена де Бора относят создание специального термина «тропосфера», который был введён им для обозначения нижнего слоя атмосферы в 1908 году.

## Творчество
Главные труды были помещены в «Annales du Bureau Central Meteorologique de France»:
- «Étude sur la circulation atmosphérique sur les continents» (1879, 1885);
- «Distribution relative des temper, et des pressions moyennes» (1878);
- «Recherches sur la position des centres d’action de l’atmosphère» (1881, 1883);
- «Isobare et vents sur l’Atlantique nord» (1884);
- «Synthèse de la répartition des pressions» (1887);
- «Sur les types d’isobares» (1888);
- «Gradient barométrique vertical» (1890);
- «Mesure des nuages par la photographie» (1895);
- «Études sur la temper, dans l’atmosphère libre» (1897).

## Память
В 1970 г. Международный астрономический союз присвоил имя Тейсерен де Бора кратеру на обратной стороне Луны.